# Juan Domínguez
Juan Domínguez Lamas (Pontedeume, 8 januari 1990) is een Spaans voetballer die bij voorkeur als centrale middenvelder speelt. Hij stroomde in 2009 door vanuit de jeugdopleiding van Deportivo La Coruña.

## Clubcarrière
Domínguez werd op zijn veertiende opgenomen in de jeugdopleiding van Deportivo La Coruña. Op 13 september 2009 debuteerde hij daarvoor in de Primera División, tegen UD Almería. Hij viel die wedstrijd in voor Juan Carlos Valerón. Op 25 november 2011 scoorde Domínguez zijn eerste doelpunt als prof, tegen datzelfde Almería.
1 Parreño ·
4 Martinez ·
5 Barcia ·
6 Petxarroman ·
7 Pérez  ·
8 Villares ·
9 Barbero · 
10 Hernández ·
11 Álvarez ·
12 Mfulu ·
13 Puerto ·
14 Herrera ·
15 Vázquez ·
16 Gauto ·
17 Mella ·
18 Escudero ·
19 Sánchez ·
20 Ángel ·
21 Soriano ·
22 Rama ·
23 Navarro ·
24 Bouldini ·
25 Leite ·
28 Patino ·
33 Obrador ·
Coach: Idiakez